# Colombier (Górna Saona)
Colombier – miejscowość i gmina we Francji, w regionie Burgundia-Franche-Comté, w departamencie Górna Saona.
Według danych na rok 1990 gminę zamieszkiwały 384 osoby, a gęstość zaludnienia wynosiła 28 osób/km² (wśród 1786 gmin Franche-Comté Colombier plasuje się na 388. miejscu pod względem liczby ludności, natomiast pod względem powierzchni na miejscu 261.).